# Wimbledon (Nouvelle-Zélande)
Pour les articles homonymes, voir Wimbledon.
Wimbledon est une localité agricole du district de Tararua, située dans l’Île du Nord de la Nouvelle-Zélande.

## Situation
Elle est localisée sur le trajet de l’ancienne route State Highway 52/SH 52 (en) entre la ville de Waipukurau et celle de Masterton.
Elle est située à 21 km de la ville de Weber, à 9 km de celle de Herbertville sur la côte, et à 11 km à l’intérieur des terres par rapport à Cap Turnagain (en).
La  rivière «Waikopiro Stream» s'écoule dans la rivière Wainui au niveau de la ville de Wimbledon ,.

## Installation
La ville de Wimbledon a un mémorial de la guerre, quelques fermes et une taverne, bâtiment inscrit sur la liste du patrimoine construit en 1886. 

## Économie
Le secteur est bien connu pour l'élevage des moutons et en particulier pour ses races exotiques de moutons .

## Toponymie
La localité fut dénommée d’après la ville de Wimbledon en Angleterre durant les années 1880, après qu’un résident local ait tiré un bœuf alors qu’il se tenait à une distance considérable au-delà.
Il fut considéré par les spectateurs comme ayant été tiré de façon digne d’un tir du championnat de tir de Wimbledon (en), qui se tenait à Wimbledon à ce moment-là .